# Fisz (herb szlachecki)

Fisz, wersja podstawowa

Fisz (Fisch, Fischer, Fiszer, Fiske, Fiszk, Fiszka) – kaszubski herb szlachecki.

## Opis herbu
Herb występował w co najmniej trzech wariantach. Opisy z wykorzystaniem zasad blazonowania, zaproponowanych przez Alfreda Znamierowskiego:
Fisz (Fisch, Fischer, Fiszer): Na tarczy dzielonej w słup, w polu prawym, srebrnym, trzy strzały czerwone obok siebie w pas, nad nimi gwiazda złota, w polu lewym, błękitnym, półksiężyc z twarzą srebrny w prawo, pod którym dwie gwiazdy złote w pas. Klejnot: nad hełmem bez korony półksiężyc srebrny z twarzą, z gwiazdą złotą na każdym rogu i strzałą czerwoną w środku. Labry: błękitne, podbite srebrem.
Fisz Ia (Fisch, Fischer, Fiszer, Fiske, Fiszk, Fiszka): Na tarczy dzielonej w słup, w polu prawym, srebrnym, trzy strzały złote w lewo, w słup, nad nimi takaż gwiazda, w polu lewym, błękitnym, półksiężyc z twarzą srebrny, pod którym dwie gwiazdy złote w słup. Klejnot: nad hełmem bez korony półksiężyc błękitny z twarzą, z gwiazdą złotą na każdym rogu i takąż strzałą w środku. Labry: błękitne, podbite srebrem.
Fisz II (Fisch, Fischer): Na tarczy dzielonej w słup, w polu prawym, błękitnym, trzy karasie srebrne w słup, w pas obok siebie, w polu lewym, srebrnym, wąż ukoronowany, czerwony, w lewo. Klejnot: nad hełmem w koronie syrena ogonem w lewo, trzymająca w prawicy kotwicę srebrną, lewicą wsparta na boku. Labry: prawdopodobnie błękitne, podbite srebrem.

## Najwcześniejsze wzmianki
Wszystkie warianty herbu pojawiają się w Nowym Siebmacherze. Wariant Ia i II wymienia też Żernicki w obu swoich pracach (Der polnische Adel, Die polnischen Stamwappen). Wariant Ia wymienia ponadto Ledebur (Adelslexikon der preussichen Monarchie von...), zaś wariant II Cramer (Geschichte der Lande Lauenberg und Bütow).

## Rodzina Fisz
Prawie nieznana rodzina szlachecka z ziemi lęborskiej. Wymieniana w dokumentach z 1605, 1608, 1618 i 1621, potwierdzających lenno wsi Dąbrówka Wielka (Fische wymieniani są tam jako jedni z właścicieli cząstkowych, inna rodzina tam wymieniana, Zanke, była być może z nimi spokrewniona czego dowodzi podobieństwo herbów). Od połowy XVII wieku rodzina ta już nie występuje w Dąbrówce, ale za to pojawiają się Fiszerowie w ziemi bytowskiej. Heraldycy niemieccy uważają, że chodzi tu o tę samą rodzinę. Z 1715 pochodzi wzmianka o Jakobie Ernście von Fischer, który miał trzech synów: Gotfrieda Ernesta, Johanna Christiana i Jakoba Friedricha. Potomkowie Jakoba Friedricha dziedziczyli części we wsi Trzebiatkowo jeszcze w XIX wieku. Jeden Fiszer służył w 1820 w pruskiej armii. Rodzina wygasła według Siebmachera, chociaż znana była jeszcze w XIX wieku.

## Herbowni
Fisz (Fisch, Fische, Fischen, Fischer, Fiske, Fiszer, Fiszk, Fiszka, Fyszer).
Herb w wariancie II używany był przez jakiegoś Fiszera służącego w armii pruskiej. Nie ma pewności czy pochodził on z tej samej rodziny co używający herbu Fisz I i Ia. Jego herb jest zbliżony układem i kolorystyką, ale różni się godłami.